# Antisemitismo en Colombia

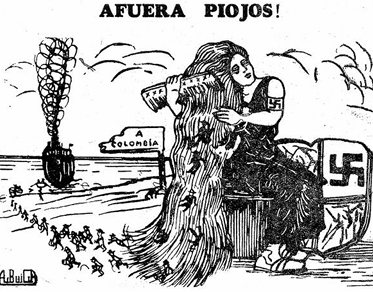
La imagen muestra una propaganda antisemita publicada en 1938 en el periódico conservador "Anacleto". En ella, se caricaturiza a Alemania como una mujer que se quita los "piojos" (judíos), quienes huyen a Colombia, siendo representados como una plaga.

El Antisemitismo en Colombia se refiere a los actos hostiles contra la comunidad judía en Colombia, así como la promoción de puntos de vista antisemitas, en la historia colombiana se puede caracterizar el antisemitismo en 3 épocas bien diferenciadas, la época colonial 1492-1810, Época republicana y la actualidad.

## Antisemitismo durante la época Colonial Española
Durante la conquista y el posterior mandato colonial de España en América, en el Nuevo Reino de Granada, actuales Colombia,Venezuela, Ecuador y Panamá se extendieron las mismas leyes que regían en toda la América española y que autorizaban la llegada de europeos de europeos a estas tierras, era así necesario los certificados de limpieza de sangre eran expedidos por las cancillerías españolas principalmente en Granada y Valladolid, los cuales prohibían de manera expresa el asentamiento en América de Judíos, Moros (Musulmanes), Gitanos y sus descendientes conversos.
Sin embargo, de estos, fueron muchos los judíos y conversos que se asentaron en lo que es actualmente Colombia evadiendo los certificados de limpieza de sangre o falsificándolos, se asentaron principalmente en las regiones de Antioquia y la Costa Caribe Colombiana. Siendo señalados con el término despectivo de "marranos" por los cristianos, quienes muchas veces les acusaron públicamente de practicar su fe, lo que llevó a que multitud de estos fueran investigados y enjuiciados por el Tribunal del Santo Oficio de la Inquisición cuya sede fue establecida en la ciudad de Cartagena de Indias. Existen muchas referencias de juicios a “portugueses judaizantes” en el Tribunal de la Inquisición de Cartagena de Indias, es de resaltar en esta época Gonzalo Jiménez de Quesada fundador de Bogotá y Sebastián de Belalcázar, fundador de Cali, ambos de origen Judío-Coverso.

## Antisemitismo durante la época Republicana
Tras la independencia de Colombia se modificó ampliamente las regulaciones sobre inmigración y religión dentro del territorio nacional, es así que en el año 1819 con La Ley fundamental de la Unión de los Pueblos de Colombia es la primera vez en la historia nacional que hasta en ese entonces no se declara la Iglesia Católica y al catolicismo como religión del estado, esto abrió las puertas a la inmigración de personas de otros rezos a asentarse en el país, siendo un ejemplo de esto la Invitación de Simón Bolívar a los judíos de curazao de establecerse legalmente en la costa caribe colombiana en agradecimiento a los favores recibidos durante la guerra de independencia, siendo la ciudad de Barranquilla donde se establecieron primeramente, siendo aquí el sitio donde se estableció la primera sinagoga y el primer cementerio judío de la nación.
Tras la muerte de bolívar y la posterior disolución de la Gran Colombia, las medidas que regulaba la fe y el culto cambiaron, es así que, en la constitución de 1830, se declara al catolicismo como la religión de la república y la prohibición del rito público de cualquier otra fe, siendo estas solo permitidas en el ámbito privado, siendo así aumentada la presión estatal y publica a las personas de creencias diferentes a la fe católica.

### SigloXX
A inicios del siglo XX las leyes limitaron la inmigración en Colombia de personas con el objetivo de un Blanqueamiento racial y la "protección" de la "Raza Colombiana" que se declaraba que debía ser en su origen Católica, fue así que se limitó el ingreso de Judíos, los mal llamados Turcos (personas procedentes del imperio otomano, principalmente libaneses) que y personas del sur de Europa (exceptuando España) beneficiando a los inmigrantes católicos del norte de Europa.

### Década de 1920
Durante la década de 1920 e inicios de 1930 ante el aumento de la inmigración judía e imitando a los movimientos fascistas y antisemitas de Europa en Colombia ciertos partidos políticos como el Partido Conservador Colombiano y universidades como la Pontificia Universidad Javeriana expandieron mensajes antisemitas a través de sus medios como periódicos y volantes, tachándoles de usureros, fanáticos religiosos y acaudales de corromper a la nación impartiendo su fe en los pueblos y aldeas.

### Décadas de 1930

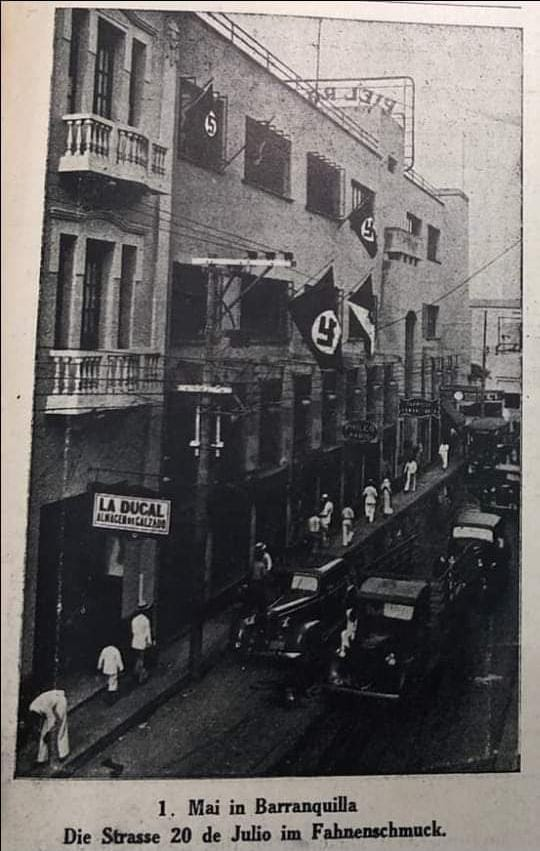
Edificio del partido nacionalsocialista alemán en el centro de Barranquilla

Tras el ascenso del nacional socialismo y Adolf Hitler en Alemania la situación para los judíos de Colombia empeoró, de la mano de periódicos como El Siglo y El Fascista se esparcieron múltiples mensajes antisemitas.
En ciudades como Bogotá y Barranquilla se organizaron grupos que buscaban la implementación de un gobierno nacionalista y fascista al estilo del gobierno alemán y el italiano, fue así que, en Barranquilla, ciudad que en aquel momento era junto con Bogotá el principal sitio de destino de los europeos que migraban a Colombia se constituyó una célula del partido nazi nacionalsocialista alemán, en aquella ciudad había una creciente comunidad alemana que simpatizó con las ideas del partido, el cual llegó a tener más de 300 afiliados.
En Bogotá en el año 1936 se realizó una manifestación antijudía en la ciudad de Bogotá, donde una multitud de personas con carteles con mensajes antisemitas como "abajo los judíos" marchó sobre la calle real (hoy carrera séptima) hasta la sede de la presidencia.
En 1936 se publica el libro Colombia ante los judíos, de Salvador Tello Mejía, donde Tello expone teorías para prohibir la inmigración judía en Colombia.

## Durante el Holocausto
Tras la Noche de los Cristales Rotos en Alemania, la Cancillería colombiana emitió circular en enero de 1939 en la que ordenaba que: "se hace necesario que los cónsules bajo su jurisdicción opongan todas las trabas humanamente posibles a la visación de nuevos pasaportes a elementos judíos".  En 1936 se limitó enormemente la entrada de judíos polacos al país, imponiendo declarar grandes sumas de dinero para poder tener el permiso de entrada a la nación la misma práctica se extendería a los judíos alemanes en el año 1939, múltiples gremios y empresas expresaron su simpatía por las medidas tomadas por el gobierno nacional.
Durante la década de los años 30 el gobierno colombiano, prohibió la entrada en sus puertos de cientos de judíos, es de resaltar el rechazo en el puerto de buenaventura a 200 familias judías, el debate de la "cuestión judía" se avivó en Colombia y múltiples periódicos, gremios, políticos y el propio gobierno mostraron su antisemitismo, de esta época es de resaltar las ilustraciones del periódico Anacleto que mostraba a los judíos con todos los estereotipos normalmente usados en Alemania.
Tras el inicio de la guerra el gobierno de estados unidos intento presionar a Colombia y demás países de América Latina para aceptar el ingreso de judíos a sus respectivos países, en argentina se recibieron aproximadamente 25.000 judíos en el transcurso de la guerra, en Colombia donde las presiones no tuvieron tanto efecto el gobierno dio visas a un total de 6.000 judíos y rechazo a más de 15.000

## Actualidad
En el contexto actual, aunque se ha reforzado la relación entre Colombia, el estado de Israel y las comunidades judías de Colombia, se siguen presentando actos de antisemitismo, como son la vandalización de sinagogas y cementerios de la comunidad judía en Bogotá, también se han presentados actos de vandalización recurrentes a la embajada de Israel en Bogotá, además de los mensajes presuntamente antisemitas del actual presidente Gustavo Petro en el contexto de la guerra en Gaza, los cuales han alertado a la comunidad judía del país como bien lo han expresado por comunicados oficiales y redes sociales, desde el concejo de Bogotá se han impulsado proyectos para frenar el avance del antisemitismo en la ciudad, que es la de mayor comunidad judía en el país.